# جيم كينيدي (لاعب كرة قاعدة)
جيم كينيدي (بالإنجليزية: Jim Kennedy)‏ هو لاعب كرة قاعدة أمريكي، ولد في 1 نوفمبر 1946 في تلسا في الولايات المتحدة.

## وصلات خارجية
- جيم كينيدي على موقعبيزبول رفرنس.كوم (الدوري الرئيسي) (الإنجليزية)
- جيم كينيدي على موقعبيزبول رفرنس.كوم (الدوري الثانوي) (الإنجليزية)